# ماري كاي ادامز
ماري كاي ادامز (بالإنجليزية: Mary Kay Adams) مواليد 12 سبتمبر 1962 في نيو جيرسي، الولايات المتحدة، هي ممثلة أمريكية بدأت مسيرتها الفنية عام 1984.

## الأعمال

### أفلام
- حياة واحدة للعيش
- الجميع يحب رايموند
- قانون

## وصلات خارجية
- ماري كاي ادامز على موقع IMDb (الإنجليزية)
- ماري كاي ادامز على موقع ألو سيني (الفرنسية)
- ماري كاي ادامز على موقع أول موفي (الإنجليزية)
- ماري كاي ادامز على موقع قاعدة بيانات الفيلم (الإنجليزية)
- ماري كاي ادامز على موقع كينوبويسك (الروسية)

- الموقع الإلكتروني